# A Way Away
A Way Away – piąty album fińskiego zespołu Indica. Jest to pierwszy album grupy w języku angielskim, zawiera on angielskie wersje piosenek z poprzednich albumów. Album został wydany w wielu wersjach: CD, CD+DVD, edycja z pamiętnikiem lub walizką. Producentem albumu był Tuomas Holopainen z zespołu Nightwish.

## Lista utworów
Album został skomponowany przez Jonsu. Słowa zostały napisane przez Jonsu i Rory'ego Winstona, z wyjątkiem Precious Dark do którego słowa napisał Tuomas Holopainen.
| #  | Tytuł                                        | Oryginalny tytuł | Muzyka    | Tekst               | Długość |
| -- | -------------------------------------------- | ---------------- | --------- | ------------------- | ------- |
| 1  | "Islands of Light"                           | "Vuorien taa"    | Jonsu     | Jonsu; Rory Winston | 3:02    |
| 2  | "Precious Dark"                              | "Pidä kädestä"   | Jonsu     | Tuomas Holopainen   | 3:49    |
| 3  | "Children of Frost"                          | "Hiljainen maa"  | Jonsu     | Jonsu; Winston      | 5:20    |
| 4  | "Lilja's Lament"                             | "Rannalla"       | Jonsu     | Jonsu; Winston      | 5:54    |
| 5  | "In Passing"                                 | "Valoissa"       | Jonsu     | Jonsu; Winston      | 3:43    |
| 6  | "Scissor Paper Rock"                         | "Ikuinen virta"  | Jonsu     | Jonsu; Winston      | 4:28    |
| 7  | "A Way Away"                                 | "Nukkuu kedolla" | Jonsu     | Jonsu; Winston      | 5:04    |
| 8  | "As If"                                      | "Elä"            | Jonsu     | Jonsu; Winston      | 3:27    |
| 9  | "Straight and Arrow"                         | "Pahinta tänään" | Jonsu     | Jonsu; Winston      | 3:30    |
| 10 | "Outside In" (bonus)                         | "Ulkona"         | Jonsu     | Jonsu; Winston      | 3:50    |
| 11 | "Nursery Crimes" (bonus)                     | "Noita"          | Jonsu     | Jonsu; Winston      | 3:59    |
| 12 | "Eerie Eden"                                 | "Vettä vasten"   | Jonsu     | Jonsu; Winston      | 7:53    |
| 13 | "Breathe" (Z singla Precious Dark)           | "Askeleet"       | Jonsu     | Jonsu; Winston      | 4:00    |
| 14 | "Wuthering Heights" (Z singla Precious Dark) |                  | Kate Bush | Kate Bush           | 3:57    |

## Oficjalne klipy wideo
Indica nakręciła cztery widea do albumu A Way Away.
1. Straight and Arrow (Zima 2009)
2. In Passing (Marzec 2010)
3. Islands of Light (Czerwiec 2010)
4. Precious Dark (Sierpień 2010)

## EdycjeA Way Away
Indica wydała A Way Away w wielu edycjach poprzez Nuclear Blast.

### CD
Standardowa edycja albumu zawierała dziesięć piosenek.
1. "Islands of Light"
2. "Precious Dark"
3. "Children of Frost"
4. "Lilja's Lament"
5. "In Passing"
6. "Scissor Paper Rock"
7. "A Way Away"
8. "As If"
9. "Straight and Arrow"
10. "Eerie Eden"

### Winyl
Indica wydała A Way Away także w formacie winyl, była to edycja limitowana, mająca tylko 1000 kopii. Zawierała dwie płyty gramofonowe: czerwona i złotą, nagrano na nich jedenaście utworów.
Złoty winyl, strona A:
1. "Islands of Light"
2. "Precious Dark"
3. "Children of Frost"

Złoty winyl, strona B:
1. "Lilja's Lament"
2. "In Passing"
3. "Scissor Paper Rock"

Czerwony winyl, strona A:
1. "A Way Away"
2. "As If"
3. "Straight and Arrow"

Czerwony winyl, strona B:
1. "Nursery Crimes"
2. "Eerie Eden"

### Edycja z pamiętnikiem lub walizką
Edycja z pamiętnikiem zawierała digipack CD z jedenastoma utworami i płytę DVD. Ponadto dodano do niej pamiętnik zatytułowany "Sneak a Peek at My Diary" i długopis z Rebellą.
Edycja z walizką jest podobna do edycji z pamiętnikiem. Zawiera digipack: CD z jedenastoma utworami, DVD i pamiętnik "Sneak a Peek at My Diary". Jednakże do tej edycji dodano także pięć zdjęć, smycz z logiem zespołu i kredkę do oczu. Edycja z walizką jest limitowana do 1000 sztuk.
Lista piosenek na CD z obydwu edycji:
1. "Islands of Light"
2. "Precious Dark"
3. "Children of Frost"
4. "Lilja's Lament"
5. "In Passing"
6. "Scissor Paper Rock"
7. "A Way Away"
8. "As If"
9. "Straight and Arrow"
10. "Eerie Eden"
11. "Outside In"

### Edycja Japońska
Japońska edycja płyty została wydana przez Victor Entertainment i zawiera dwanaście piosenek, w tym Outside In oraz Nursery Crimes.
Lista piosenek z wersji Japońskiej:
1. "Islands of Light"
2. "Precious Dark"
3. "Children of Frost"
4. "Lilja's Lament"
5. "In Passing"
6. "Scissor Paper Rock"
7. "A Way Away"
8. "As If"
9. "Straight and Arrow"
10. "Eerie Eden"
11. "Outside In"
12. "Nursery Crimes"

## DVD
DVD z A Way Away zostało wydane wraz z albumem. Jest zawarte w edycjach z pamiętnikiem i walizką. Na płycie są trzy teledyski do A Way Away jak również dwa widea z Warm up Show, nagrania akustyczne i outtakes. Na DVD jest również pierwsza wersja In Passing.
Zawartość płyty DVD:
- "Welcome – An Introduction by Indica"
- "Islands of Light" (music video)
- "In Passing" (music video)
- "Straight and Arrow" (music video)
- "Scissor, Paper, Rock" (live warm-up show)
- "Straight and Arrow" (live warm-up show)
- "In Passing" (first version)
- "Studio Report"
- "Photo Session"
- "On the Road"
- "Outtakes"

## Pozycja na liście
| Lista (2010)          | Pozycja |
| --------------------- | ------- |
| Finnish Albums Chart  | 8       |
| German Albums Chart   | 20      |
| Swiss Albums Chart    | 32      |
| Greek Albums Chart    | 45      |
| Austrian Albums Chart | 52      |
| French Albums Chart   | 185     |